# Fizică nucleară

Prezentarea schematică a atomului măsurată în unități fm și angstrom
Se poate vedea nucleul în centru înconjurat de învelișul electronic

Fizica nucleară este disciplina din domeniul fizicii care se ocupă de structura și proprietățile nucleelor atomice. În cadrul fizicii nucleare există părți atât teoretice cât și practice care se ocupă cu studiul reacțiilor nucleare de dezintegrare radioactivă.

## Istoric
Această disciplină se conturează din 1803 prin descoperirile științifice ale lui John Dalton (fizician și chimist englez). El a teoretizat faptul că toate elementele tabelului periodic a lui Dimitri Mendeleev au în structura lor atomi. În 1896, este descoperită radioactivitatea de către Henri Becquerel. Studiul radioactivității atomilor, aprofundat de Marie Curie și Ernest Rutherford, a determinat descoperirea faptului că aceștia au o structură internă, că sunt compuși din ceva. În 1919, Rutherford descoperă prezența protonilor, iar în anul 1939, James Chadwick descoperă și dovedește existența neutronilor în atom. În aceeași perioadă, Werner Heisenberg, fondatorul mecanicii cuantice, avansează ipoteza conform căreia atomii sunt constituiți din protoni și neutroni.

## Structura
Structura unui atom este formată din:
- câmp electromagnetic unde se găsesc Z electroni grupați în jurul unui nucleu
- nucleu, format din nucleoni – denumire generică pentru:
  - protoni (Z)
    - 2 up quarkuri și 1 down quark

  - neutroni (N = A (–) Z)
    - 1 up quark și 2 down quarkuri

Protonii sunt particule încărcate cu energie elementară pozitivă și sunt compuși din două up quarkuri și un down quark. Numărul acestora în atom determină elementul chimic.
Masa protonului este de 938 MeV. Sarcina electrica este 1,60x10-19 culombi (C).
Neutronii nu au valență energetică, valență nulă și sunt compuși dintr-un up quark și două down quarkuri. Numărul de neutroni, determină izotopul elementului chimic.
Masa neutronului este de 940 MeV.

## Detalii
În interiorul atomului există un câmp electric în jurul nucleului. Protonii și neutronii (nucleoni) se află în interioriul nucleului. În câmpul electromagnetic se gaseste un număr Z de electroni pentru a se asigura neutralitatea electrică a nucleului. Dacă numărul electronilor nu este egal cu cel al protonilor, atunci este un ion, pozitiv sau negativ. Numărul nucleonilor în atom determină masa atomică a acestuia, notată cu A.
Protonii, neutronii șl electronii fac parte din clasa de fermioni, având spin semiîntreg. Interacțiunea nucleară forte/ tare, cea mai puternică din cele patru forțe naturale ale fizicii, are rolul de a menține o coeziune în interiorul nucleului. Cromodinamica cuantică se ocupă cu studiul forței exercitate în interiorul nucleelor. Datorită scalei microscopice, pentru fizica nucleară este folosită mecanica cuantică – știința care se ocupă cu studiul fenomenelor la scară atomică.
Atomii cu același număr de ordine dar cu masă atomică diferită se numesc izotopi, care au proprietăți chimice identice. Pe când proprietățile fizice ale izotopilor sunt diferite acestea fiind influențate de numărul atomic diferit.
Unitate de măsură utilizată în fizica nucleară:
- In lungime: 1 fermi = 1 fm = 10-15 m
- Energie: 100 keV - 100 MeV

## Reacții nucleare
Prin aprofundarea practică a fizicii nucleare, s-au identificat mai multe tipuri de reacții nucleare:
- fuziune nucleară

Fuziunea nucleară constă în contopirea a două sau mai multe nuclee atomice mai ușoare, într-unul mai mare și mai greu. 
- fisiune nucleară

Un nucleu greu se scindează în mai multe fragmente – nuclee atomice – mai ușoare, având o masă comparabilă.
- difuzie nucleară

- radioactivitate

Termenul de radioactivitate a fost inventat de Marie Curie în 1898. Radioactivitatea este un fenomen fizic rezultat din dezintegrarea unui nucleu atomic. Prin dezintegrare, se degajă energia sa sub diferite forme și se propagă, acestea numindu-se radiații. La ora actuală se cunosc radiații de tip: alfa – α, beta – β și gamma – γ. Expunerea la fluxuri puternice de radiații a oamenilor, a animalelor sau a vegetației, poate cauza probleme de sănătate sau moartea vietății supuse.
- reacția de tip knock-out

## Aplicații ale fizicii nucleare
Aplicațiile fizicii nucleare sunt foarte diverse. Aceasta este folosită în:
- Astrofizică: doar pentru explicarea formării corpurilor în univers și a apariției materiei – nucleosinteză.
- Arheologie: se face datare radioactivă a artefactelor.
- Medicină: se studiază interacțiunea radioactivă cu țesuturile umane în vederea găsirii de tratamente sau diagnosticare: radioterapie și radiologie.
- Producția de energie nucleară: centrale nucleare, sau tokamak și propulsie termonucleară.
- Domeniu militar: bombe atomice cu fisiune, bombe cu hidrogen și arme cu proiectile radioactive.